# Kentern

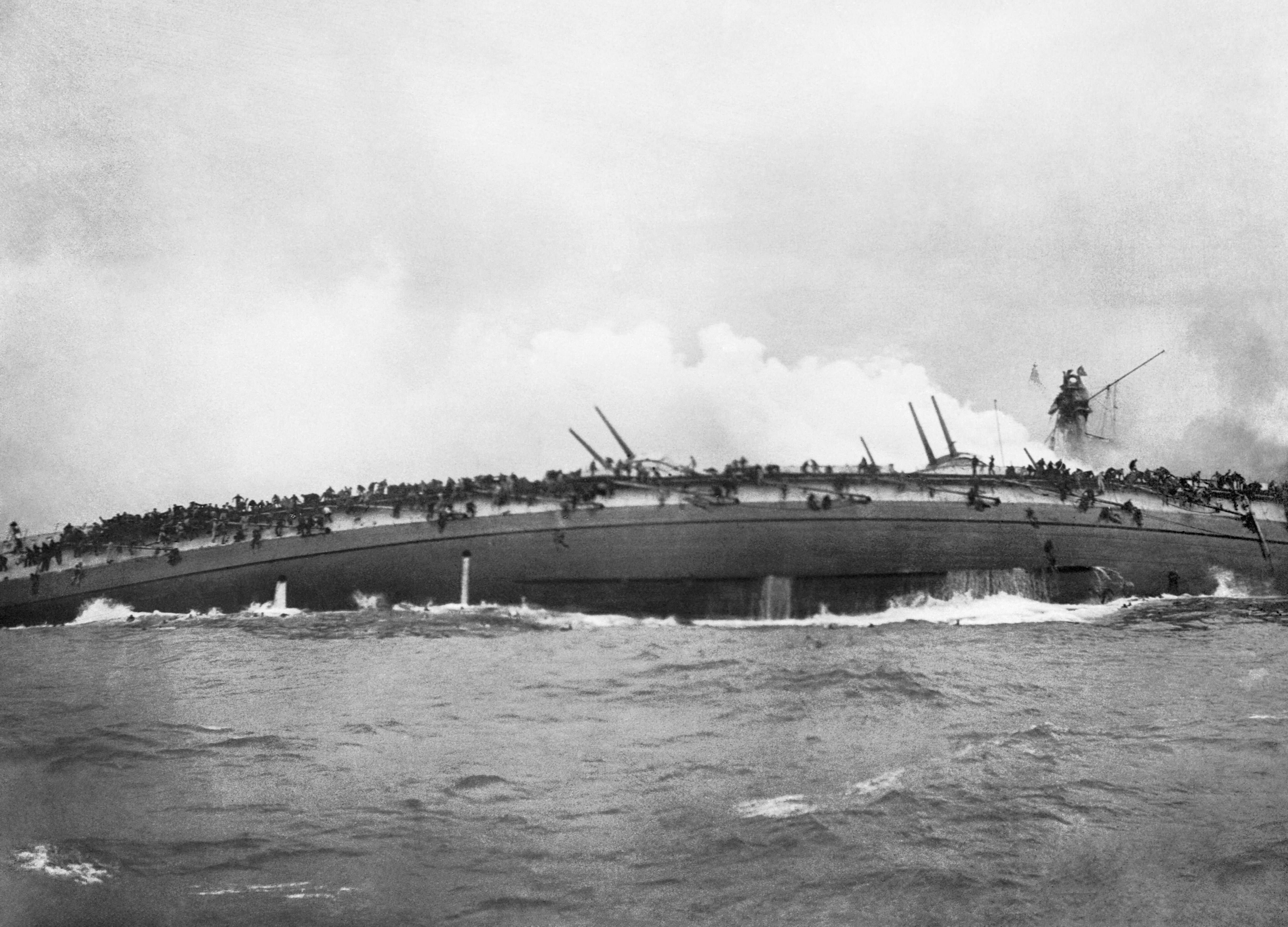
Die Blücher kentert und sinkt am 25. Januar 1915

Kentern bezeichnet in der Schifffahrt einen Schiffsunfall, bei dem ein Wasserfahrzeug zur Seite umkippt, wenn dessen Schräglage (Krängung) durch Wind, Wellengang oder Verlagerung von Schiffsfracht den Kenterwinkel erreicht. Ein gekentertes Schiff ist nicht mehr in Fahrt und kann Wasser aufnehmen; dreht es sich weiter um seine Längsachse, so spricht man von Durchkentern.
Das aus der Seemannssprache stammende Wort kentern (niederdeutsch kenteren, niederländisch kanteren) ist eine Bildung zu Kante im Sinne von „auf die Kante legen“.

## Bedingungen

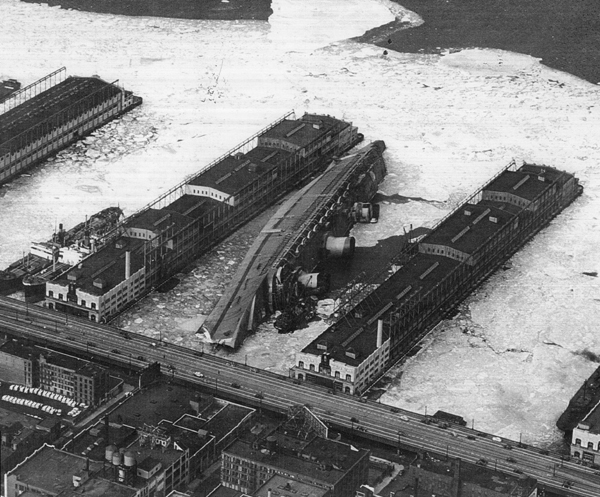
Die gekenterte Lafayette im New Yorker Hafen (Februar 1942)

Ein Wasserfahrzeug kentert, wenn seine Stabilität, sich einer Veränderung der Schwimmlage zu widersetzen, schwächer als die von außen auf den Fahrzeugkörper einwirkenden Kräfte ist oder durch eine Schwerpunktveränderung (z. B. infolge eindringenden Wassers oder verrutschender Ladung) die stabile Schwimmlage verschoben wird.
Schiffe und größere Boote sind nicht dafür ausgelegt zu kentern; außerdem können sie nach dem Kentern sinken, wenn durch normalerweise über Wasser liegende Öffnungen eindringendes Wasser den Schiffskörper füllt. Hier ist das Kentern äußerst gefährlich für Schiff und Besatzung. Kleinere Boote – offene Segeljollen und insbesondere Kanus – kentern hingegen relativ häufig, weshalb Verlassen und Aufrichten des Bootes nach der Kenterung zum grundlegenden Wissen der entsprechenden Wassersportler gehören. Selbst auf kleinen Segelbooten besteht ein gewisses Verletzungspotential, wenn die Besatzung gegen den Mast oder die Wanten geschleudert wird. Kanuten sind im Falle eines Kenterns besonders durch Felsen unter Wasser gefährdet.
Seenotrettungskreuzer werden kentersicher gebaut, da sie auch bei widrigsten Bedingungen auslaufen müssen. Das heißt zwar nicht, dass sie nicht (durch)kentern können, allerdings richten sie sich aus jeder Schwimmlage selbständig wieder auf (sogenannte Selbstaufrichter). Dies verhindert jedoch nicht, dass jemand unkontrolliert durch das Schiff fällt oder über Bord gehen kann.

## Kenterursachen

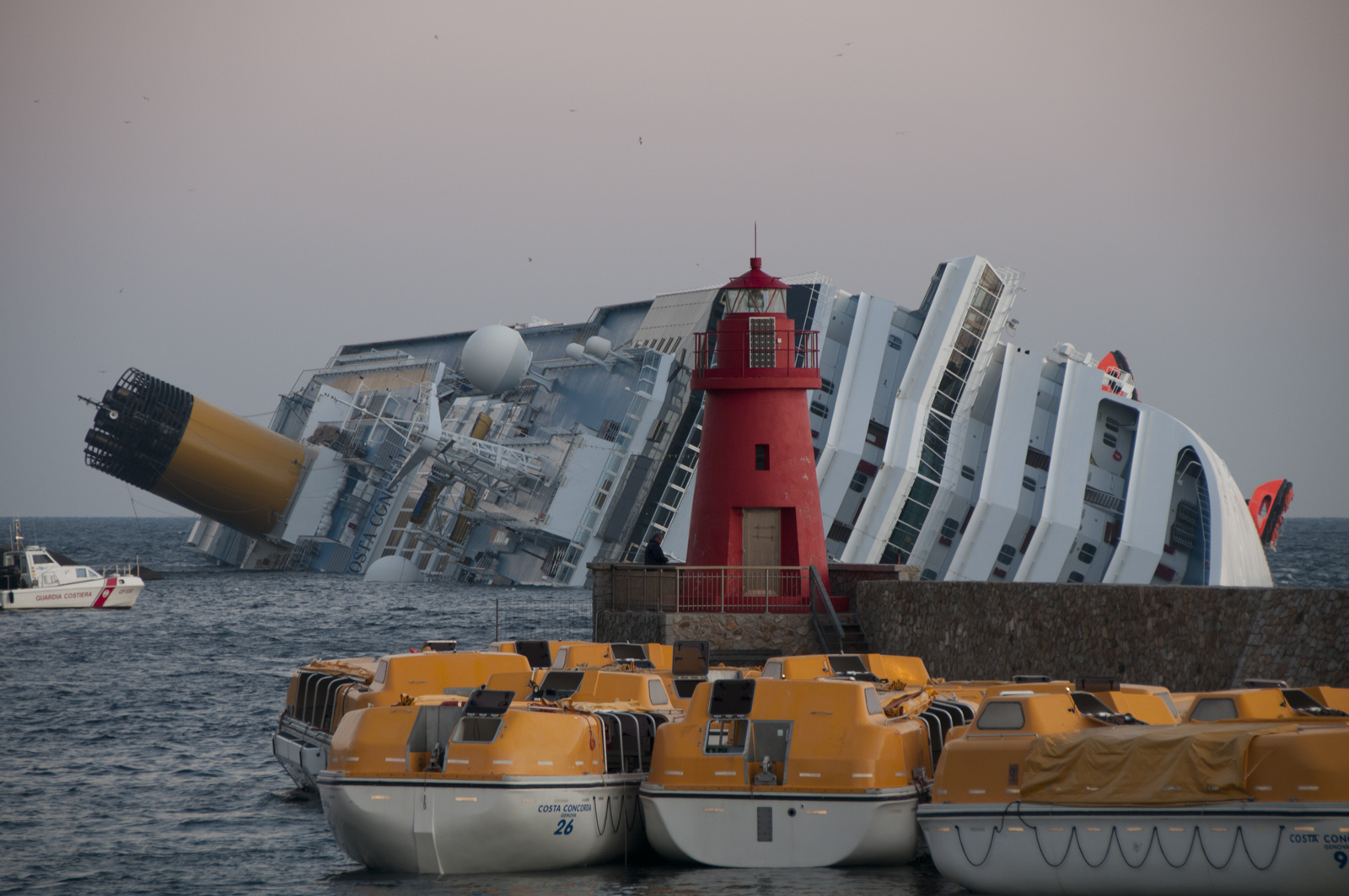
Gekentertes Kreuzfahrtschiff Costa Concordia (14. Januar 2012)

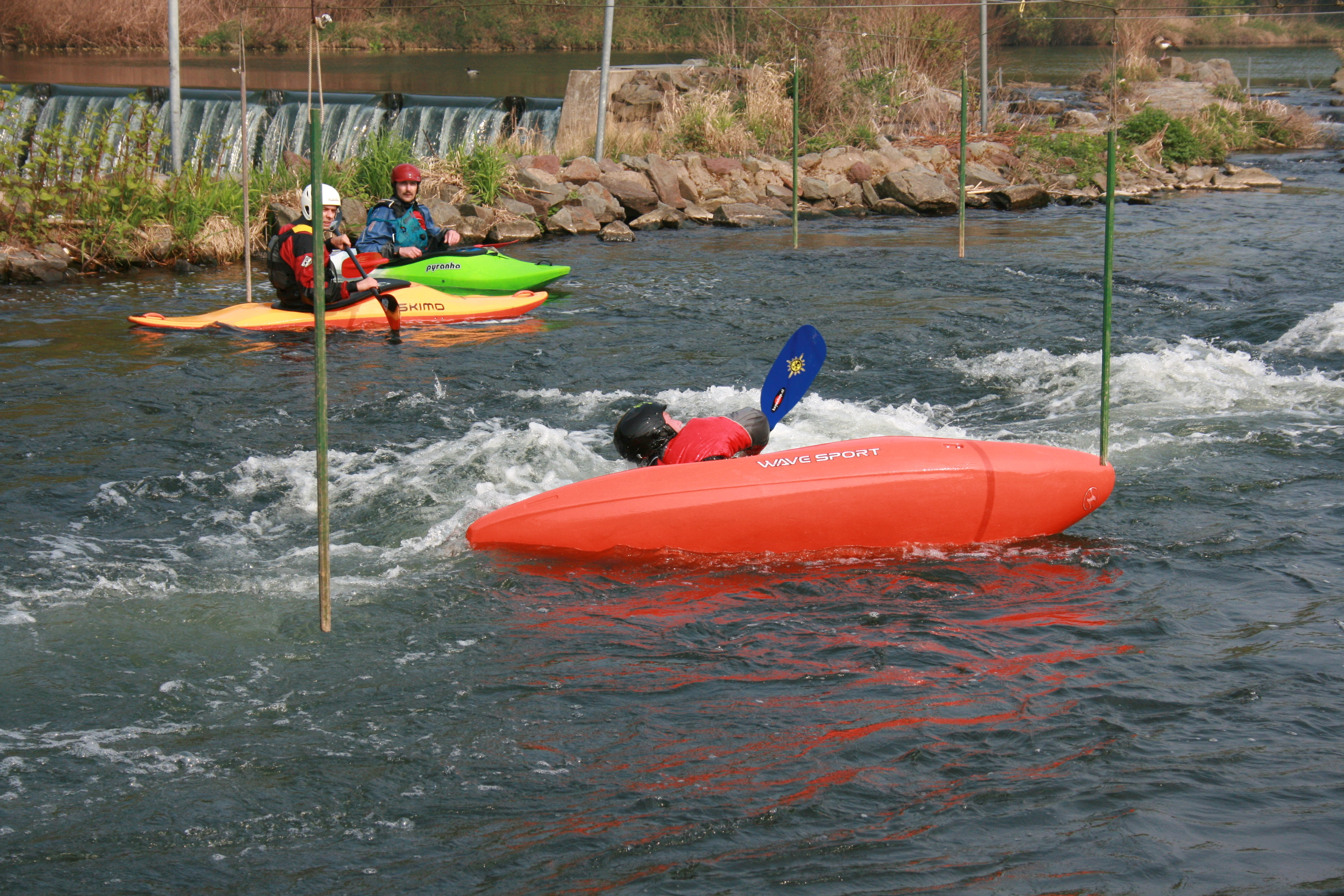
Kenterndes Kanu auf einer Kehrwasserlinie

Meist führt menschliches Versagen zu allen in der Folge genannten Kenterursachen, etwa durch Navigationsfehler (Hindernisse im Wasser), falsche Steuerung in hohem Seegang, falsche Einschätzung der Wetterlage (Wind und Segelführung), falsche Stauung (übergehende Ladung), falsche Trimmung usw.

### Wind und Wasser
Große Wellen oder harter Seegang können zum Kentern führen, besonders wenn sie seitlich auf das Wasserfahrzeug zulaufen. Es kann auch passieren, dass ein Schiff über den Bug kentert, wenn bei achterlicher, brechender See das Heck angehoben wird und sich der Bug in der nächsten Wellenflanke „festfrisst“.
Wind kann eine Kenterung in Form von starkem Seitenwind oder starken Windböen hervorrufen, insbesondere wenn sie überraschend auftreten oder mit Fehlern beim Steuern einhergehen. Diese Gefahr besteht besonders bei Sportbooten bei herannahenden Gewitterstürmen oder Föhnsturm, wenn die Segelfläche nicht rechtzeitig verringert wird, aber auch bei großen Frachtschiffen (z. B. hoch beladene Containerschiffe) auf dem Meer.
Bei Segelbooten wird die Stabilität außerdem kurzfristig verringert, wenn das Boot bestimmte Kursänderungen relativ zum Wind ausführt, ohne dass die Segelstellung angeglichen wird: Wenn das Segelboot auf Am-Wind-Kursen abfällt, erhöht sich kurzfristig der Winddruck im Segel, weil sich dem Wind nun eine größere Segelfläche bietet; die Krängung (Seitenneigung) nimmt zu. Auch Anluven auf Raumschots-Kursen führt kurzfristig zu höherem Winddruck und stärkerer Krängung. Solche Manöver können zum Kentern führen, wenn die Stabilität des Boots bereits vorher (beispielsweise wegen starken Windes) verringert war.
Wasserströmungen, besonders unterschiedliche Strömungen mit starken Verschneidungslinien oder Kehrwasserlinien, können ebenfalls zum Kentern führen. Meist wird der Bug beim Überfahren der Verschneidungslinie von der neuen Strömungsrichtung erfasst und herumgerissen, dadurch fährt das Schiff eine sehr enge Kurve. Das Schiff kann aufgrund seiner Massenträgheit der schnellen Bewegungsänderung nicht folgen und neigt sich auf die kurvenäußere Seite. In starken Strömungsgebieten und bei flachen Booten (z. B. Wildwasserpaddeln) verschärft sich der Effekt dadurch, dass in diesem Moment Strömungswasser über das Deck des Bootes fließt und es damit weiter destabilisiert. Bei ausreichendem Stabilitätsverlust kentert das Fahrzeug über die kurvenäußerere Seite.
Hindernisse im Wasser, wie Sandbänke, Felsen, Riffe, Buhnen, Brückenpfeiler, Bojen oder andere Seezeichen, können Boote zum Kentern bringen, wenn auf sie (seitlich) aufgefahren wird. Auf Seen und großen Flüssen sind es meist überraschende, unentdeckte Hindernisse. Beim Wildwasserpaddeln stellen sie hingegen einen Teil der gesuchten Herausforderung dar.

### Ladung und Gewichtsverlagerungen an Bord

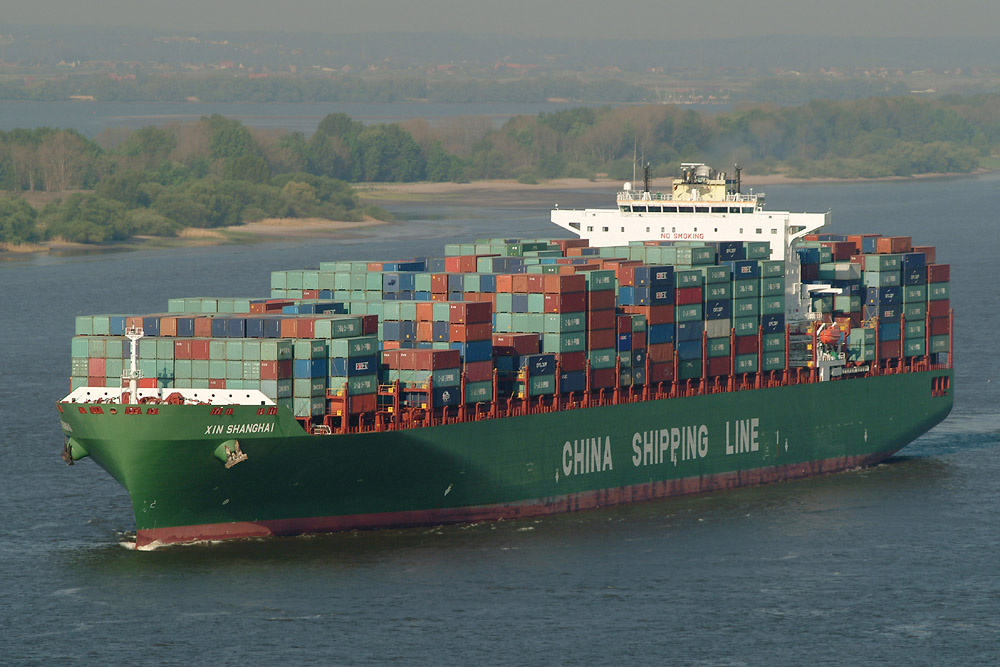
Ladung

Die Ladung in Form gleichmäßiger Beladung und Ladungssicherung ist vor allem bei Frachtschiffen entscheidend für die Schiffsstabilität und Kentersicherheit. Dafür zuständig ist der Ladungsoffizier. Außer durch rutschende Ladung (vgl. z. B. Pamir) besteht auch Gefahr durch zu viel Wasser im Schiff, da das Wasser sehr stark die Schwimmstabilität beeinträchtigt. Bei Seekriegen führte vielfach nicht der Schaden durch Beschuss, Torpedo oder Mine direkt zum Untergang, sondern erst das eindringende Wasser reduzierte die Stabilität, bis das Schiff kenterte.
Ähnlich wirkt sich bei kleineren Booten die (freiwillige) Gewichtsverlagerung (auf Segelbooten die sogenannte Trimmung) aus. Leichte Boote wie viele Kanus und Jollen können durch kontrollierte Gewichtsverlagerung nicht nur gesteuert werden, sondern benötigen sie auch zum Ausgleich von Strömung und Wellen (insb. Kanten bei Kanus) und seitlichem Winddruck (Krängung bei Segelbooten). Eine falsche Gewichtsverlagerung führt hingegen ebenfalls zum Kentern. Eine solche falsche Gewichtsverlagerung kann auf Ruderbooten und Kanus auch durch (unabsichtlich) unterschneidende Ruder- bzw. Paddelblätter entstehen: Wenn das Blatt ohne Widerstand durch das Wasser schneidet, können Ruderer und Paddler mit der Bewegung, mit der sie üblicherweise gegen den Wasserdruck anarbeiten, ihr Boot zum Kentern bringen; zudem wird ein gegebenenfalls geplantes Steuer- oder Aufrichtmanöver (z. B. Paddelstütze) durch Unterschneiden teilweise oder vollständig wirkungslos, was die Stabilität noch stärker beeinträchtigt.

### Übergehen des Wasserballastes
Auch das Übergehen des Wasserballastes führt zum Kentern, wodurch die Stabilität verloren geht. Weitere Ursachen des Kenterns liegen im längslaufenden Seegang und im Fahren schräg zur Fortschreitungsrichtung des Seegangs.

### Mischform: Harte Kursänderung

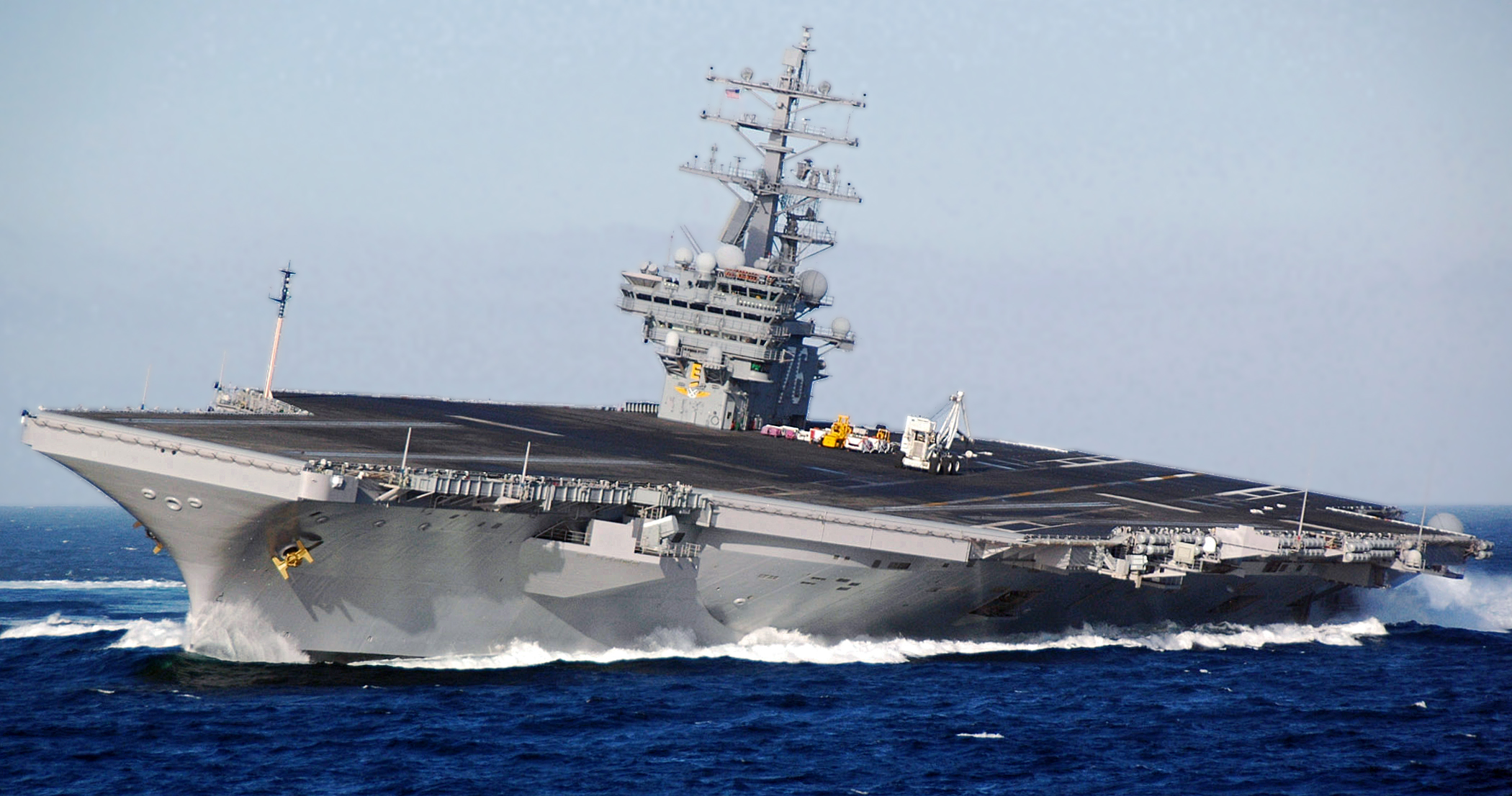
Die Ronald Reagan krängt bei Rudertests

Harte Kursänderungen können auf kleinen Booten zum Kentern führen, wobei die Strömung um das bewegte Boot und die Trägheit der Bootsmasse ungünstig zusammenwirken. Verwirbelungen im Wasser beeinträchtigen generell die Stabilität von Booten, ein hart (d. h. extrem) eingeschlagenes Ruder steht in einem Winkel, der stark von der Kiellinie und der Fahrtrichtung des Bootes abweicht; das Wasser kann ein solches Ruder nicht mehr laminar umströmen, was zu Verwirbelungen führt. Außerdem wirkt bei einer harten Kursänderung die Trägheit des Bootes in die vorherige Fahrtrichtung; damit wird es nicht nur bugwärts, sondern auch seitwärts bewegt. Für solche Seitwärtsbewegungen sind Boote naturgemäß nicht stromlinienförmig gebaut, sodass ein Abriss der laminaren Strömung und damit zusätzliche Verwirbelungen auftreten können.
Ein gegenüber dem tragenden Medium bewegtes Boot wird durch das Wasser gebremst, insbesondere bei Verwirbelungen. Diese bremsenden Kräfte greifen kielseits an, nicht über der Wasseroberfläche, weshalb das Boot sich neigt – in die vormalige Bewegungsrichtung. Bei eingeleiteter Kursänderung entspricht diese nicht mehr seiner Längsachse, weshalb das Boot rollt und krängt, sich seitwärts neigt. In Seitwärtsrichtung sind Boote generell wenig stabil, ab einem gewissen Neigungswinkel nimmt die Stabilität ab. Übersteigt der Krängungswinkel den für das Boot gegebenen (dynamischen) Kenterwinkel, wird der aufrichtende Hebelarm bootsseits null. Bei üblich gebauten kleinen Booten und Jollen liegt dieser Kenterpunkt bei einem Krängungswinkel von rund 90°.
Auf Segelbooten kann je nach Kurskorrektur noch ein weiterer Stabilitätsverlust durch den veränderten Winddruck im Segel hinzukommen (siehe oben).

## Kentern: seitlich, über den Bug oder über das Heck

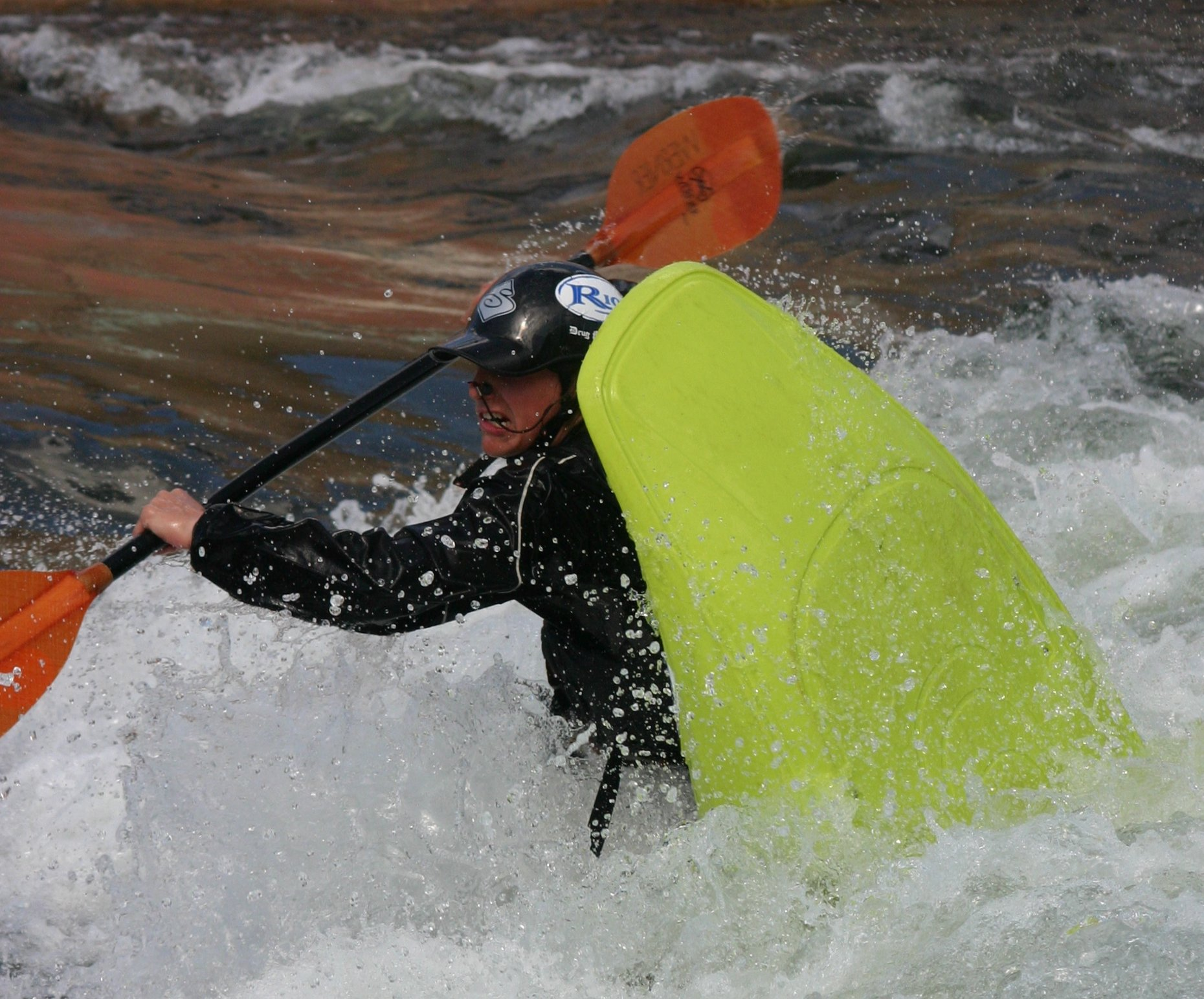
Das Heck eines über den Bug kenternden Kajaks kippt über den Paddler

Große Schiffe kentern generell seitlich, weil sie zu schwer und Wellen und Hindernisse zu klein sind, um ihre Längsstabilität zu beeinträchtigen.
Auch Boote kentern meist seitlich, zum Teil aber auch über den Bug. Bei Optimisten z. B. kann schon ein starker achterlicher Wind („Rückenwind“) ausreichen, um den Bug in das Wasser zu drücken und das Boot zum Überschlagen zu bringen. Trimarane können aufgrund der Rumpfanordnung und des Rumpfabstands kaum seitwärts kentern und laufen daher grundsätzlich höhere Kentergefahr über den Bug, wenn der zum Beispiel durch harte Kursänderungen eintaucht und sich in eine Wellenflanke bohrt.
Kanus kentern ebenfalls hauptsächlich seitwärts. Vor allem kürzere Kanus, die beim Spielbootfahren und Squirtboating – Formen des Wildwasserpaddelns – sogar absichtlich auf Bug oder Heck aufgerichtet werden können, können aber auch über Bug oder Heck kentern.
Rennboote, besonders die sehr schnellen des Offshore Powerboat Racing, können durch die hohe Geschwindigkeit abheben und sich in der Luft überschlagen.

## Maßnahmen gegen Kentern

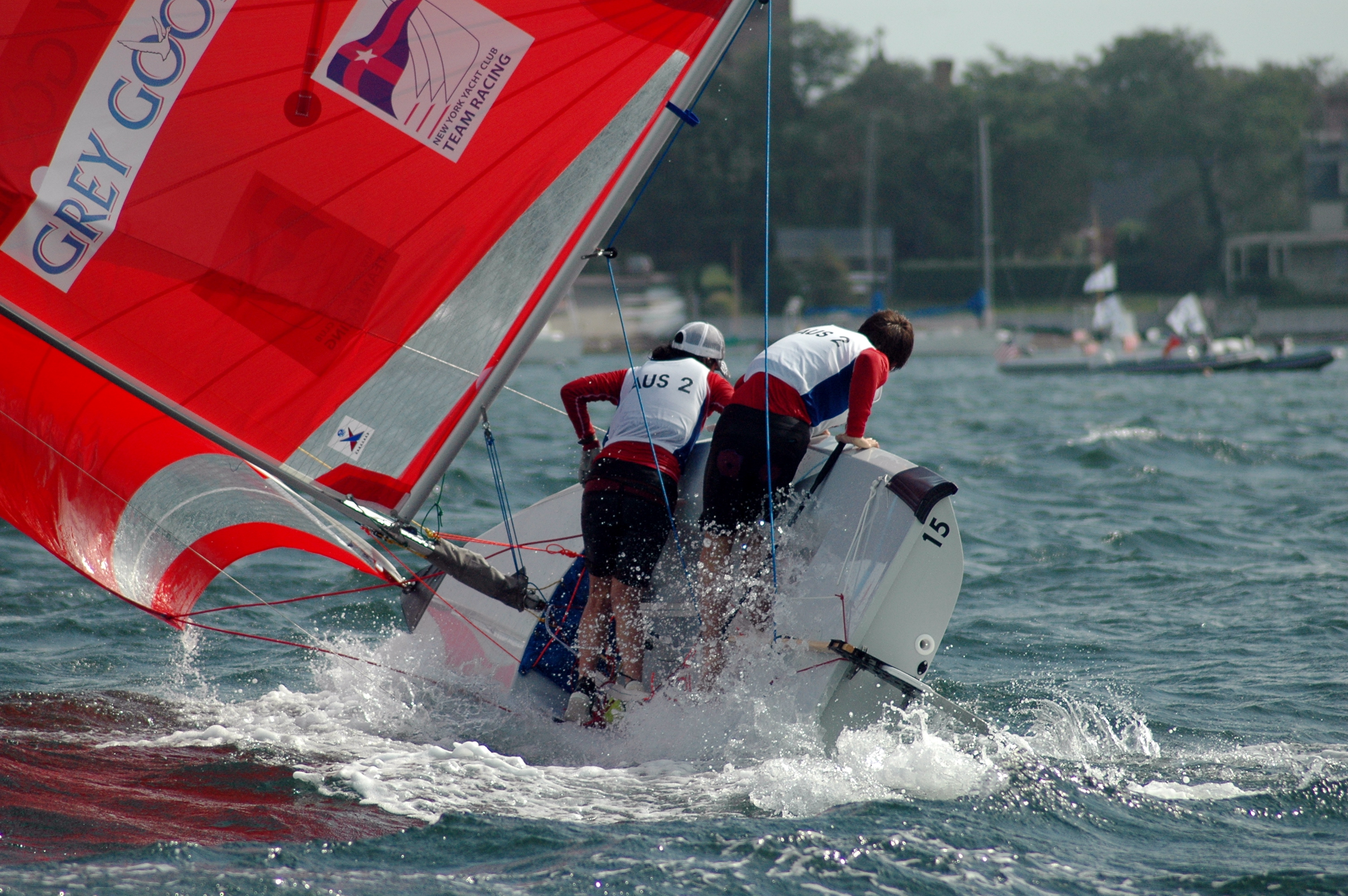
Die Mannschaft versucht, durch Gewichtsverlagerung das Kentern zu verhindern

Es gibt keine Wasserfahrzeuge, die absolut unkenterbar sind, z. B. kann auch ein U-Boot kentern. Lediglich Rettungsinseln bzw. -bojen mit einem kugel- oder tonnenähnlichen Aufbau und einem Gewichtskiel sind kentersicher, solange kein Wasser eindringt.

### Formstabile Segelboote (Jollen)
Bei den meisten Jollen schützt deren Formstabilität vor dem Kentern. Dabei wird Kentern durch „Ausreiten“ verhindert. Die Segler bringen dabei ihr Körpergewicht auf die Luvseite. Alternativ oder gleichzeitig werden die Segel etwas geöffnet (gefiert), oder das Schiff wird zum Wind hin gedreht (Anluven), wodurch weniger Winddruck entsteht und dadurch weniger Krängung. Bei Starkwind werden die Krängung und die Kentergefahr durch Verkleinern der Segelfläche verringert (Reffen, oder großes Segel bergen und kleinere Segel setzen).
Bei vielen (sportlicheren) Jollentypen (vor allem mit Rundspant, zum Beispiel Laser) ist das Kentern jedoch ein normaler Vorgang. Einer geübten Crew kann es im Verlauf der Kenterung sogar gelingen, durch ein „Übersteigen“ auf das Schwert zu „kentern, ohne nass zu werden“ und das Schiff ebenso wieder aufzurichten.
Ein Fahrten-Katamaran kann nach dem Durchkentern nur mit fremder Hilfe wieder aufgerichtet werden. Deshalb ist in seinem Rumpf knapp über der Wasserlinie eine Luke für einen Notausstieg angebracht, die nach dem Durchkentern deutlich über der Wasserlinie liegt und so einen Ausstieg auch bei mittlerem Seegang erlaubt.

### Gewichtsstabile Segelboote (Yachten)
Bei Yachten schützt die durch den Ballastkiel erzeugte Gewichtsstabilität vor dem Kentern. Bei zunehmender Krängung wirkt der Kiel zunehmend aufrichtend und gleichzeitig verringert sich durch die Krängung die dem Wind ausgesetzte Segelfläche. Daraus erklärt sich auch die große Gefahr, die die seltenen Teil- oder Totalverluste des Kiels – etwa infolge Materialversagens oder nicht ausgereifter innovativer Kielkonstruktionen – mit sich bringen. Als Beispiel seien hier etwa die schwere Havarie der Cheeki Rafiki oder der Beinahe-Konkurs der Nobelmarke Oyster Yachts aufgrund des mit einem Kielverlust einhergegangenen Reputationsverlustes genannt.
Yachten mit intaktem Kiel richten sich, nachdem sie sich „flach auf das Wasser gelegt“ haben, also meistens wieder auf. Wenn Yachten kentern, dann kentern sie nicht (allein) durch Einwirkung des Windes, sondern in der Regel durch brechende Wellen. Meistens kentern sie ganz durch. Manchmal richten sich Yachten danach wieder auf (drehen sich einmal um die Längsachse); dabei entstehen meist schwere Schäden am Rigg und am Schiff und schwere Verletzungen der Mannschaft.

### Gewichtsstabile Schiffe
Passagier- und Frachtschiffe ziehen ihre Stabilität sowohl aus Gewicht als auch aus der Rumpfform. Ein Kiel mit schwerem Kielgewicht kann ein Kentern hinauszögern (Gewichtsstabilität). Bei großen Schiffen kann ein Kentern unter Umständen durch Gegenfluten verhindert werden.

### Kanus

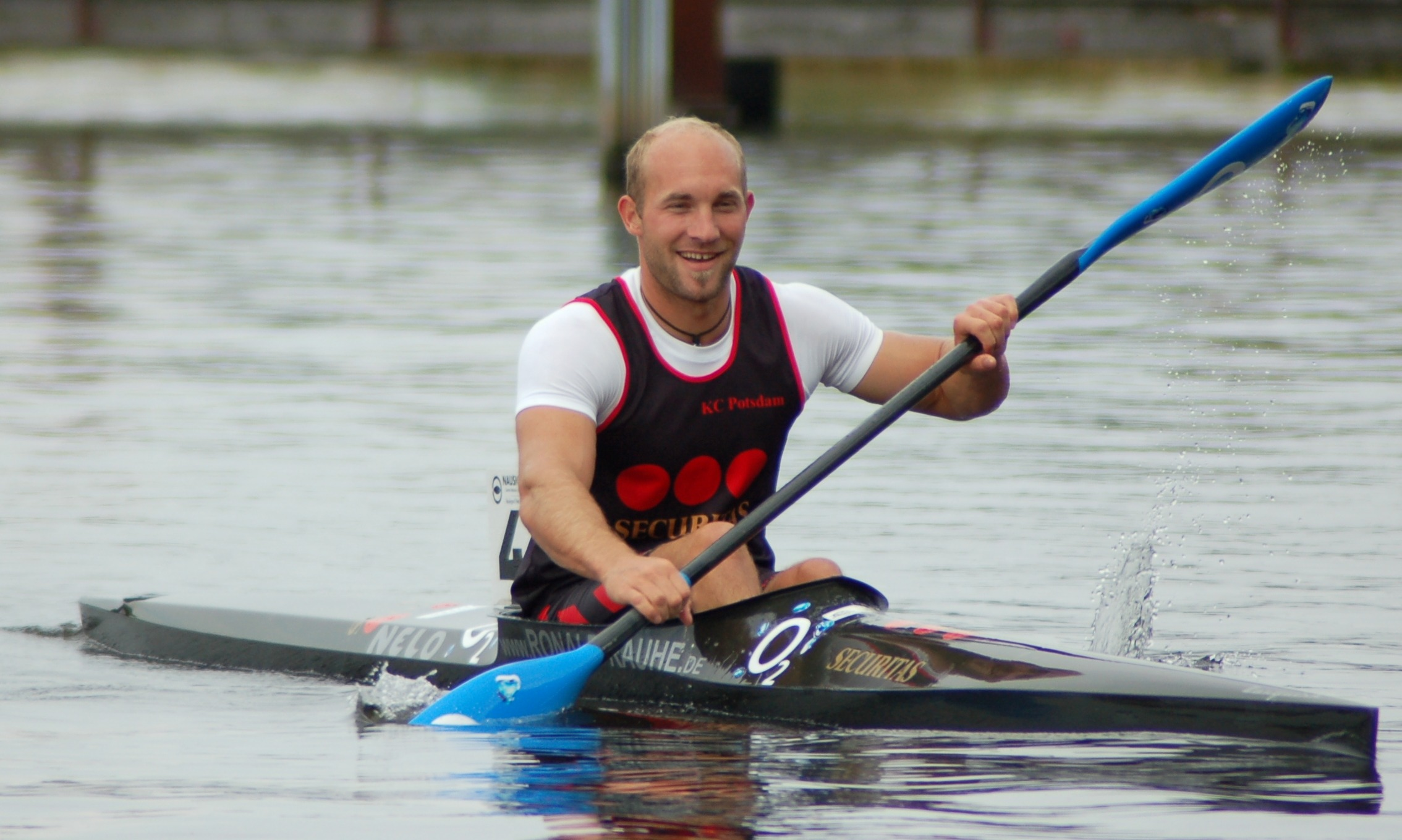
Flachwasserrennkajak mit geringer Ausgangsstabilität

Kanus ziehen ihre Stabilität hauptsächlich aus der Rumpfform. Je nach Bauweise ist die Stabilität eines unbewegten Kanus relativ gering. Insbesondere Kanus für Flachwasserrennen erhalten ihre Stabilität, ähnlich einem Fahrrad, großenteils durch die Bewegung; Anfänger kentern auf leicht gebauten Flachwasserkanus oft, bevor sie überhaupt ein Paddel ins Wasser getaucht haben. Aber auch auf Wildwasser unterstützt die Vorwärtsbewegung die Stabilität.
Mit der Eskimorolle oder notfalls der Eskimorettung kann ein gekentertes Kanu auch ohne aussteigen zu müssen wieder aufgerichtet werden. Infolgedessen werden häufige Kenterungen insbesondere beim Wildwasserpaddeln in der Regel billigend in Kauf genommen. Im Wildwasser-Kanusport spricht man auch vom Begriff des Kenterns, wenn der Kanute sich zwischen Steinen oder Bäumen verklemmt und selbständig nicht dazu in der Lage ist, eine Befreiung auszuführen. Nur durch einen herbeieilenden Kanuten ist eine Rettung möglich. Muss der Kanute das Boot verlassen, kann das eingedrungene Wasser auf dem Gewässer aus dem Kanu geleert und das Boot wieder bestiegen werden; oder das Kanu kann schwimmend oder mit einer Wurfleine an Land geholt und das eingedrungene Wasser dort ausgeleert werden, bevor das Boot wieder bestiegen wird. Auch ein Paddelfloat kann zum Aufrichten eines gekenterten Kanus genutzt werden.
Als Technik gegen Kentern helfen vor allem das Kanten und die Paddelstütze. Durch das Kanten wird das Kanu absichtlich geneigt, um so eine unabsichtliche, entgegengesetzte Neigung durch die Strömung zu verringern oder zu verhindern. Es wird somit die Stabilität zunächst kontrolliert verringert (Kanten), um sie anschließend aufrechterhalten zu können.